# Scaphisoma fraterculum
Espèce
Scaphisoma fraterculum est une espèce de coléoptères de la famille des Staphylinidae et de la sous-famille des Scaphidiinae.

## Répartition et habitat
Cette espèce est décrite du Bengale-Occidental et du Meghalaya, dans le nord-est de l'Inde, mais également connue du Népal.